# Obserwatoria na Mauna Kea
Obserwatoria na Mauna Kea (ang. Mauna Kea Observatories, w skrócie MKO) – grupa niezależnych astronomicznych placówek badawczych i wielkich teleskopów zlokalizowanych na szczycie Mauna Kea na wyspie Hawaiʻi na Hawajach, w USA. Większość obserwatoriów znajduje się na 212 ha terenu specjalnej strefy użytkowania ziemi znanej jako „Astronomy Precinct”, w obrębie Rezerwatu Naukowego Mauna Kea (ang. Mauna Kea Science Reserve).
Lokalizacja ta jest idealna ze względu na ciemne niebo, dobry seeing, niską wilgotność oraz położenie powyżej warstwy chmur, czyste powietrze i położenie geograficzne niemal na równiku.

## Historia i tło powstania

### Początki
Pierwszy teleskop na szczycie Mauna Kea powstał za sprawą planetologa Gerarda Kuipera w 1964 roku. Kuiper przybył na Hawaje w latach 60. XX w. w poszukiwaniu lokalizacji umożliwiającej obserwacje w podczerwieni. Obserwacje tego typu interesowały Kuipera, ponieważ planety emitują duże ilości promieniowania podczerwonego. Promieniowanie to jest pochłaniane przez parę wodną zawartą w atmosferze ziemskiej, dlatego miejsce do prowadzenia obserwacji w podczerwieni musi znajdować się powyżej warstw atmosfery zawierających większość atmosferycznej pary wodnej. Kuiper rozpoczął więc poszukiwania w wysokich górach Kalifornii, Nowego Meksyku i Chile. Wkrótce przybył także na Hawaje, gdzie uruchamiano właśnie pierwsze obserwatoria solarne. Na Hawaje przyleciał także asystent Kuipera, konstruktor teleskopów Alika Herring. Skonstruowane przez niego wysokiej jakości teleskopy posłużyły do przeprowadzenia testów seeingu. Testy na Maui, na szczycie Haleakalā okazały się obiecujące, ale wierzchołek był zbyt nisko względem warstwy inwersyjnej, co powodowało częste występowanie zachmurzenia. W 1963 roku urzędnik Mitsuo Akiyama z Hilo zaprosił Kuipera na Big Island, aby ten podczas kolejnej wizyty na Hawajach rozważył szczyt Mauna Kea jako lokalizację dla obserwatorium. Władze Hilo liczyły na to, że inwestycje w powstanie obserwatorium pomogą miastu podnieść się z kryzysu ekonomicznego spowodowanego katastrofalnym uderzeniem fal tsunami po trzęsieniu ziemi w 1960 roku.
Przeprowadzając testy na szczycie Mauna Kea w 1964 roku Kuiper odkrył, że panują tam warunki idealne do prowadzenia badań w podczerwieni. Podczas gdy sam wierzchołek często pokryty jest śniegiem, powietrze na szczycie pozostaje ekstremalnie suche. Kuiper przekonał gubernatora Johna A. Burnsa do wybudowania nieutwardzonej drogi na szczyt, gdzie na Puʻu Poliʻahu, jednym ze stożków wulkanicznych, wzniesiono następnie pierwszy mały teleskop. Wierzchołek ten jest drugim co do wysokości, ale najwyższy jest uznawany za ziemię uświęconą, więc Kuiper zrezygnował z jego wykorzystania.
Następnie Kuiper próbował zaangażować w projekt NASA, aby to ona sfinansowała większy obiekt badawczy z dużym teleskopem, kwaterami obsługi i innymi niezbędnymi strukturami. NASA zadecydowała, że projekt powinien być otwarty. Profesor fizyki John Jefferies z Uniwersytetu Hawajskiego zgłosił ofertę w imieniu uniwersytetu. Jefferies zdobył uznanie za obserwacje Słońca w Sacramento Peak Observatory. Zaproponował dwumetrowy teleskop, który mogłyby wykorzystywać zarówno NASA, jak i uniwersytet. Podczas gdy zwykle uniwersytety nie mają okazji zyskać dużych teleskopów, jeśli nie zatrudniają renomowanych astronomów, Jefferies i Uniwersytet Hawajski uzyskali kontrakt NASA, co rozgniewało Kuipera, który czuł, że „jego góra” została „mu ukradziona”. Kuiper porzucił swoje stanowisko (pierwszy teleskop na Mauna Kea) i rozpoczął prace w Arizonie przy innym projekcie NASA.
Zespół Jefferiesa przeprowadził testy, po których jako najlepszą lokalizację wybrano wierzchołki stożków wulkanicznych w pobliżu szczytu. Testy wykazały również, że Mauna Kea jest miejscem wyjątkowo dobrym dla obserwacji nocnych; na te warunki złożyły się między innymi: rzadkie powietrze, stały wiatr (pasat) i bliskość morza. Jefferies zobowiązał się do zbudowania teleskopu o średnicy zwierciadła 2,24 m, natomiast ze środków stanowych miała powstać całoroczna, solidna droga na szczyt. Prace budowlane rozpoczęto w 1967 roku, a pierwszy duży teleskop (UH88) uruchomiono w 1970 roku.

### Kolejne teleskopy
Inne grupy zaczęły ubiegać się o poddzierżawę terenów na udostępnionym szczycie. Do roku 1970 dwa teleskopy o średnicy 0,6 m wybudowały US Air Force oraz Lowell Observatory. W 1973 Kanada i Francja postanowiły wspólnie zbudować na Mauna Kea CFHT o średnicy 3,6 m. Jednak lokalne organizacje zaczęły poruszać kwestię wpływu obserwatorium na środowisko naturalne. To doprowadziło do przygotowania przez Department of Land and Natural Resources planu zarządzania; szkic powstał w 1977 roku, a suplement do niego w 1980. W styczniu 1982 Rada Nadzorująca Uniwersytet Hawajski (ang. University of Hawaii Board of Regents) zatwierdziła plan wsparcia dalszego rozwoju obiektów naukowych w tym miejscu.
W 1998 roku 823 ha ziemi zostało przekazanych z terenów obserwatorium na rzecz Mauna Kea Ice Age Reserve. Plan z 1982 roku zastąpiono w 2000 roku rozszerzeniem, które ma obowiązywać do roku 2020: ustanowiono Office of Mauna Kea Management, wyznaczono 212 ha na cele astronomiczne, przeniesiono pozostałe 4356 ha na cele „ochrony przyrody i dziedzictwa kulturowego”. Ten plan został następnie zrewidowany w odpowiedzi na zarzuty ze strony społeczności hawajskiej, że użytkowanie góry wiąże się z brakiem szacunku dla jej wartości kulturowej.

### Trzęsienie ziemi w 2006 roku
Kilka teleskopów zostało lekko uszkodzonych podczas trzęsienia ziemi 15 października 2006 oraz w wyniku wstrząsów wtórnych. JCMT prowadził pomiary nachylenia i zarejestrował trzęsienie ziemi przy użyciu czujników przechyłu. Zarówno CFTH, jak i teleskopy Kecka przywrócono w pełni do pracy do 19 października.

## Zarządzanie
Rezerwat ustanowiono w 1968 roku i jest dzierżawiony przez Hawaiʻi Department of Land and Natural Resources (DLNR). Uniwersytet Hawajski zarządza Rezerwatem i dzierżawi teren kilku międzynarodowym placówkom, które zainwestowały ponad 2 miliardy dolarów w badania oraz technologie.

## Lokalizacja
Wysokość nad poziomem morza i izolacja na środku Pacyfiku sprawiają, że Mauna Kea jest jednym z najlepszych miejsc dla naziemnych badań astronomicznych. Jest to miejsce idealne do prowadzenia obserwacji w pasmach submilimetrowym i podczerwonym oraz dla obserwacji optycznych. Statystyki seeingu astronomicznego pokazują, że panujące na Mauna Kea warunki pozwalają na osiąganie najlepszej jakości obrazów przy obserwacjach optycznych oraz w podczerwieni, na przykład mediana seeingu dla lokalizacji CFHT to zaledwie 0,43 sekundy kątowej.
Infrastruktura dla pracowników obserwatorium jest zlokalizowana w Onizuka Center for International Astronomy na wysokości 2800 m n.p.m., nazywanym także Hale Pōhaku, 11 km od szczytu, z którym jest połączona nieutwardzoną, stromą drogą. W pobliżu infrastruktury dla naukowców znajduje się także punkt obsługi zwiedzających (ang. Maunakea Visitor Information Station). Wierzchołek Mauna Kea znajduje się tak wysoko, że zwiedzającym zaleca się pozostanie w punkcie obsługi przez co najmniej 30 minut w celu aklimatyzacji do warunków atmosferycznych przed wejściem na szczyt.

## Teleskopy

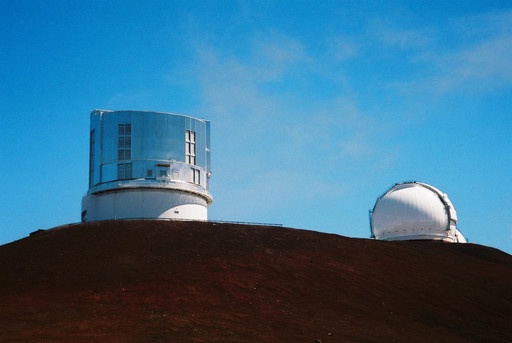
Teleskop Subaru i Keck I

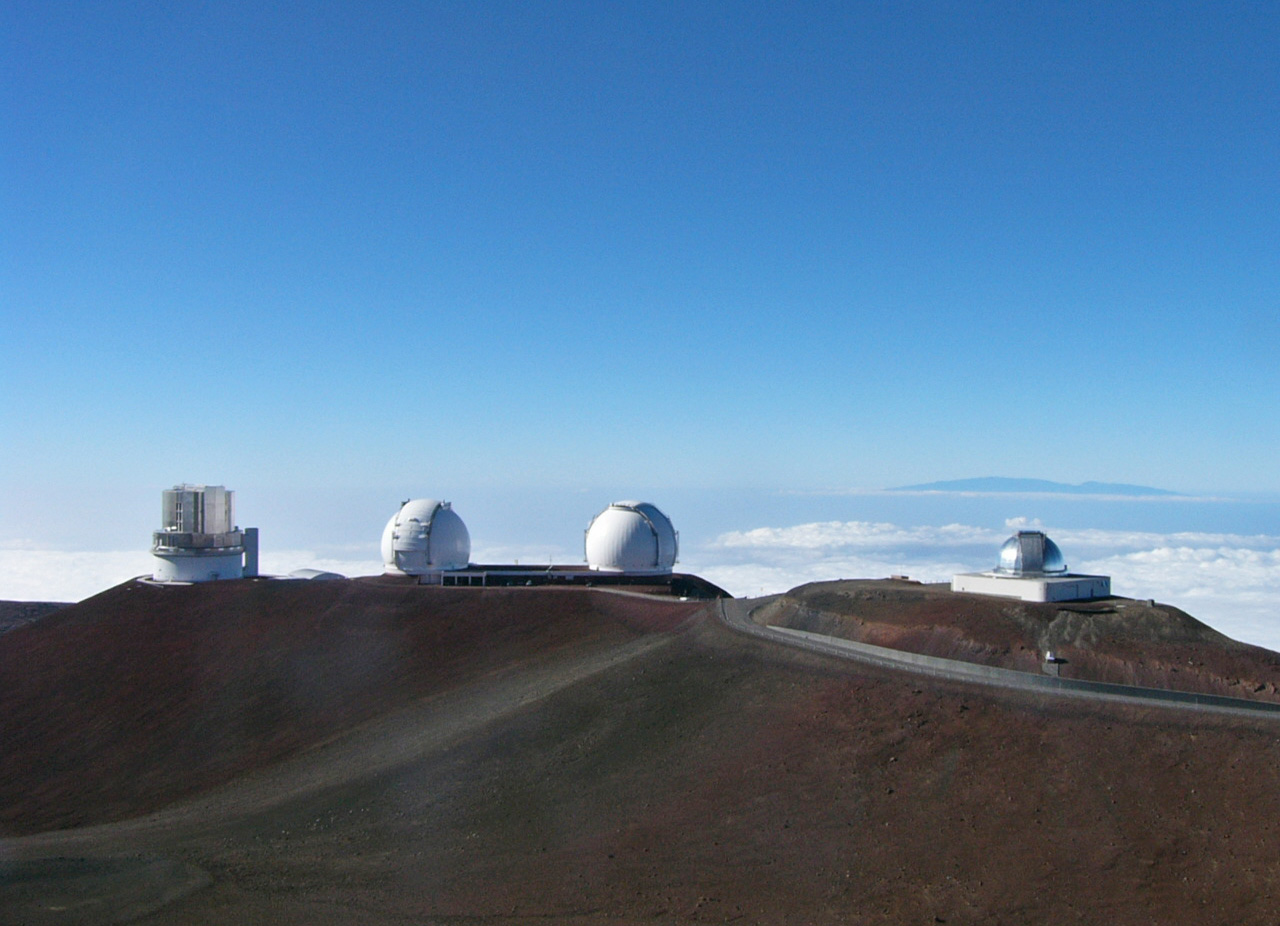
Teleskop Subaru, teleskopy Kecka, oraz NASA Infrared Telescope Facility

Obecnie w Rezerwacie Naukowym Mauna Kea znajduje się 13 teleskopów, każdy finansowany przez nawet 11 krajów. Dwa teleskopy są zarządzane bezpośrednio przez Uniwersytet Hawajski. Obserwatorium od lat należy do największych i najważniejszych na świecie, prowadzi obserwacje optyczne, w podczerwieni oraz w paśmie submilimetrowym, w 2009 roku było największym pod względem ilości zbieranego światła.
Dziewięć teleskopów prowadzi obserwacje w widmie widzialnym i podczerwonym, trzy w spektrum submilimetrowym, a jeden w zakresie fal radiowych; rozmiary zwierciadeł i czasz wahają się od 0,9 do 25 m. Dla porównania Kosmiczny Teleskop Hubble’a ma zwierciadło o średnicy 2,4 m, o rozmiarach podobnych do lustra teleskopu UH88, w chwili obecnej przedostatniego pod względem wielkości teleskopu na szczycie góry.
Mały 36-calowy edukacyjny teleskop Hoku Ke‘a ukończony w 2010 roku zastąpił zdemontowany w 2008 roku teleskop 24-calowy. Jest on jednak wadliwy i nie jest używany; miał zostać zastąpiony przez nowoczesny teleskop 28-calowy. Teleskop został zdemontowany w czerwcu 2024 roku.
Plany uruchomienia kolejnych teleskopów, w tym Thirty Meter Telescope, wywołały kontrowersje ze względu na potencjalne konsekwencje ich realizacji dla ochrony środowiska i dziedzictwa kulturowego. Mimo to Mauna Kea pozostaje lokalizacją pierwszego wyboru dla TMT, a w roku 2016 w ankiecie większość mieszkańców opowiedziała się za wzniesieniem tego teleskopu. W 2006 roku anulowana została rozbudowa teleskopów Kecka. Uzgodniono, że CSO, UKIRT i UH88 zostaną rozebrane zgodnie z Mauna Kea Comprehensive Management Plan. Caltech Submilimeter Observatory został zdemontowany w sierpniu 2024 roku.

### Lista teleskopów, jednostki i państwa zarządzające
- Caltech Submillimeter Observatory (CSO): Caltech (zdemontowany w 2024);
- Teleskop Kanadyjsko-Francusko-Hawajski (CFHT): Kanada, Francja, Uniwersytet Hawajski;
- Obserwatorium Gemini: USA, Wielka Brytania, Kanada, Chile, Australia, Argentyna, Brazylia;
- Infrared Telescope Facility (IRTF): NASA;
- Teleskop Jamesa Clerka Maxwella (JCMT): Chiny, Japonia, Korea Południowa, Tajwan, Wielka Brytania, Kanada;
- Teleskop Subaru: National Astronomical Observatory of Japan;
- Submillimeter Array (SMA): Tajwan, USA;
- United Kingdom Infrared Telescope (UKIRT): Lockheed Martin Advanced Technology Center, Uniwersytet Hawajski, Uniwersytet Arizony;
- Teleskop Uniwersytetu Hawajskiego o średnicy 2,2 m (UH88): Uniwersytet Hawajski;
- Teleskop Uniwersytetu Hawajskiego o średnicy 36 cali (0,91 m) (Hoku Ke‘a): Uniwersytet Hawajski w Hilo (zdemontowany w 2024);
- Jeden z odbiorników Very Long Baseline Array (VLBA): USA;
- Teleskopy Kecka: California Association for Research in Astronomy.

## Zobacz też

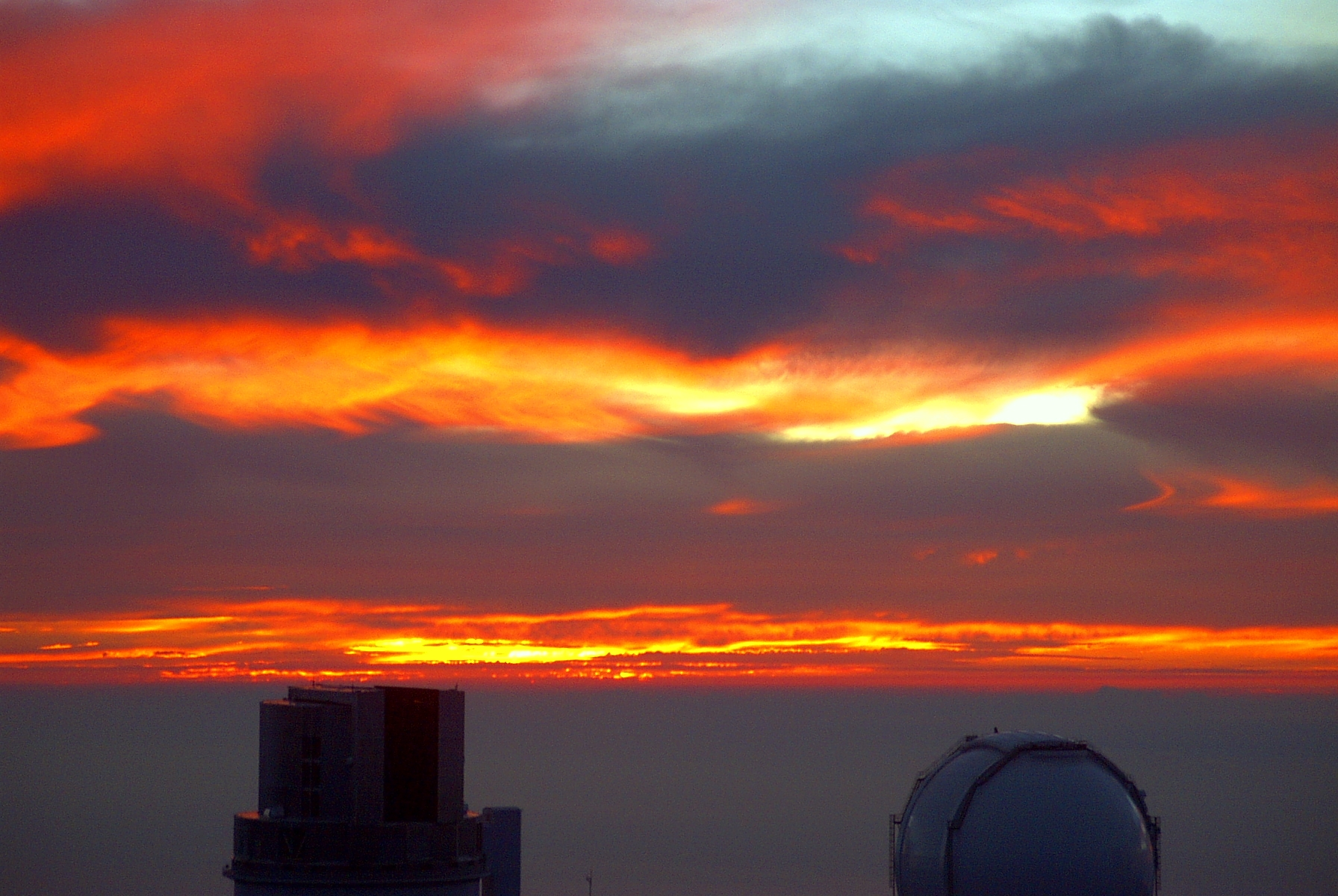
Zachód słońca nad Mauna Kea